# Fort Holmes
Pour les articles homonymes, voir Fort George.

Carte topographique de l'île Mackinac.

Le Fort Holmes était un fort de type redoute situé au sommet de l'île Mackinac. Construit à l'origine en 1812 par les forces britanniques durant la guerre de 1812, le fort fut amélioré durant la guerre pour améliorer la défense du proche fort Mackinac d'une attaque des forces américaines.  
Les Britanniques nomment le lieu Fort George et l'équipent de canons, d'une casemate et d'un magasin pour stocker la poudre à canons et les munitions. Le fort ne servit jamais en tant que fort indépendant mais seulement en tant que support au fort Mackinac. Durant la guerre, malgré plusieurs attaques américaines, les deux forts de l'île ne seront jamais capturés.
Après la Guerre de 1812, les forces américaines investissent le fort qui est situé dans les zones cédées par le Royaume-Uni à la suite du traité de Gand. Ils renommèrent le fort en Fort Holmes, en hommage au Major Andrew Holmes qui avait été tué en 1814 durant la guerre lors de la Bataille de l'Île Mackinac. Le fort fut toutefois rapidement abandonné par les américains et celui-ci tomba lentement en ruines. 
Durant les années 1930, durant la Grande Dépression, des travailleurs du Civilian Conservation Corps eurent pour missions de reconstruire le fort sous sa forme de 1812 grâce à des plans d'époque. Au début du XXIe siècle, le fort est de nouveau en ruines mis-à-part quelques installations comme l'entrée en bois et quelques murs. De nombreux visiteurs visitent le lieu qui permet grâce à sa position en hauteur d'apercevoir le Détroit de Mackinac et le lac Huron.